# صلصة البط
ص

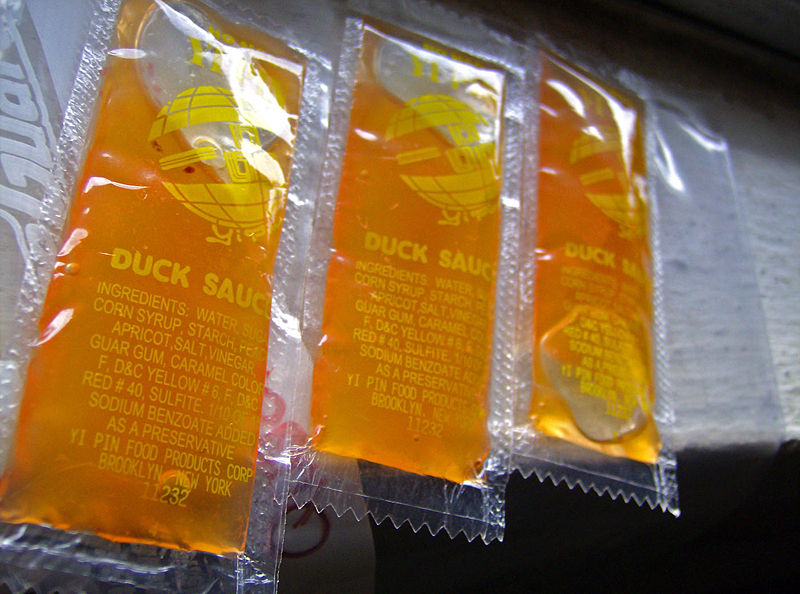
صلصة البط

صلصة البط (أو صلصة البرتقال) هي بهار ذو نكه حلوة وحامضة ومظهر برتقالي شفاف يشبه الهلام الرقيق. يتم تقديمها في المطاعم الأمريكية الصينية، ويتم استخدامها كصلصة تغميس  للأطباق المقلية مثل الوونتون، أو لفائف الربيع ، أو لفائف البيض، أو البط، أو الدجاج، الأسماك، أو مع الأرز أو الشعيرية المجففه. غالبًا ما يتم توفيرها في عبوات تقدم مرة واحدة جنبًا إلى جنب مع صلصة الصويا أو الخردل أو الصلصة الحارة أو مسحوق الفلفل الأحمر. على الرغم من اسمها، لا يتم تحضير الصلصة باستخدام لحم البط؛ بل سميت على هذا النحو لأنها مرافقة شائعة لأطباق البط على الطريقة الصينية.

## المكونات
صلصة البط تصنع من البرقوق، المشمش، الأناناس أو الخوخ مضافًا إلى السكر والخل والزنجبيل والفلفل الحار. يتم استخدامها في المطبخ الصيني التقليدي على شكل صلصة البرقوق.

## الاسم
ربما يطلق عليها «صلصة البط» لأنها تم تقديم نسخة منها لأول مرة مع بط بكين في الصين، وهو طبق تم تقديمه هناك لمئات السنين. عندما هاجر الصينيون إلى الولايات المتحدة، ابتكروا أطباقًا صينية أكثر جاذبية للذوق الأمريكي، وطوروا نسخة أحلى من الصلصة المستخدمة في الصين.